# Yoervis Medina
Pour les articles homonymes, voir Medina.
Yoervis José Medina (né le 27 juillet 1988 à Puerto Cabello, Carabobo, Venezuela) est un lanceur de relève droitier des Phillies de Philadelphie de la Ligue majeure de baseball.

## Carrière

### Mariners de Seattle
Yoervis Medina signe son premier contrat professionnel en 2005 avec les Mariners de Seattle. Il fait ses débuts dans le baseball majeur avec ce club le 16 avril 2013 comme lanceur de relève contre les Tigers de Détroit. À sa saison recrue, il apparaît dans 63 matchs des Mariners et maintient une excellente moyenne de points mérités de 2,91 avec 71 retraits sur des prises en 68 manches lancées. Gagnant de 4 parties contre 6 défaites, il remporte sa première victoire dans le baseball majeur le 26 mai 2013 sur les Rangers du Texas et enregistre son premier sauvetage, le seul de sa saison, le 18 juin suivant sur les Angels de Los Angeles.
Medina enchaîne une saison à peu de chose près semblables en 2014 : en 66 apparitions en relève pour les Mariners, sa moyenne de points mérités ne s'élève qu'à 2,68 avec 60 retraits au bâton en 57 manches lancées. Il remporte 5 victoires contre 3 défaites.

### Cubs de Chicago
Le 19 mai 2015, les Mariners échangent Yoervis Medina aux Cubs de Chicago en retour de Welington Castillo, un receveur. Il termine la saison par 9 manches lancées en 5 matchs pour Chicago, mais il accorde 7 points mérités. Sa moyenne de points mérités en 2015 s'élève à 4,71 en 21 manches lancées au total pour les Mariners et les Cubs.

### Phillies de Philadelphie
Le 23 décembre 2015, Medina est réclamé au ballottage par les Pirates de Pittsburgh. Le 3 février 2016, les Pirates cèdent Medina aux Phillies de Philadelphie en retour de Jesse Biddle, le premier choix des Phillies au repêchage amateur de 2010 qui est en convalescence toute l'année 2016 à la suite d'une opération Tommy John.